# Gliese 667 Cb
Gliese 667 Cb (eller GJ 667 Cb) är en exoplanet i stjärnsystemet Gliese 667, 23,6 ljusår från jorden i Skorpionen. Den antas vara en superjord eller en minineptunus. Den befinner sig inte i cirkumstellära beboeliga zonen av stjärnsystemet, zonen där flytande vatten kan finnas. Analys av excentricitet tyder på att planeten snarare är en gasplanet än en superjord.

### Fotnoter
1. ↑  ”The high multiplicity systems Gliese 667C and KOI 3158”. Second Kepler Science Conference. 5 november 2013. http://nexsci.caltech.edu/conferences/KeplerII/agenda.shtml. Läst 27 februari 2018.